# Християнська есхатологія
Християнська есхатологія — розділ есхатології (від грец. Ἔσχατος — «кінцевий», «останній» + грец. λόγος — «слово», «знання»), який відбиває погляди християн на питання про кінець світу і Другого Пришестя Христа. Християнська есхатологія, подібно есхатології юдаїзму, відкидає циклічність часу і проголошує кінець цього світу.

## Поділи в есхатології
У християнстві есхатологію можна умовно розділити на загальну і приватну. Перша говорить про долю цього світу і про те, що чекає на нього в кінці. Приватна есхатологія вчить про посмертне буття кожної людини.

## Найважливіші чинники
Величезну роль для християнської есхатології грає хіліазм і месіанізм. Більшість християнських конфесій вірить в ту чи іншу форму встановлення тисячолітнього царства, тобто міленаризм. 

## Очікування
Крім того всі християни перебувають в очікуванні другого пришестя Месії, явління якого і буде кінцем світу і встановлення царства Божого, тобто месіанізм.

## У національній художній літературі
Сучасна християнська есхатологія в українській художній літературі представлена християнським письменником-богословом Василем Кредо, який створив християнсько-есхатологічний твір Вселенський суд (поетична трагедія). 